# Kepler-14
Kepler-14 eller KOI-98, är en dubbelstjärna belägen i den norra delen av stjärnbilden Lyran. Den har en kombinerad skenbar magnitud av ca 12,12 och kräver ett kraftfullt teleskop för att kunna observeras. Baserat på parallaxmätning på ca 1,91 mas, beräknas den befinna sig på ett avstånd på ca 3 200 ljusår (ca 980 parsek) från solen. Den rör sig bort från solen med en heliocentrisk radialhastighet på ca 8 km/s.

## Egenskaper
Primärstjärnan Kepler-14 A är en gul till vit stjärna av spektralklass F. Den har en massa som är ca 1,5 solmassa, en radie som är ca 2,0 solradier och utsänder energi från dess fotosfär motsvarande ca 6,3 gånger solen vid en effektiv temperatur av ca 6 400 K.
Dubbelstjärnans två komponenter är åtskilda av minst 280 astronomiska enheter och har en beräknad omloppsperiod som uppskattas till 2 800 år. De två stjärnorna har nästan lika ljusstyrka, även om primärstjärnan är något ljusare eftersom den har högre skenbar magnitud.

## Observationer
Kepler-14 identifierades som en möjlig värd för en planet 2009 och betecknades provisoriskt KOI-98. Eftersom Kepler-14:s transitsignal tycktes antyda att den möjliga planeten hade en snäv omloppsbana och en tydlig effekt på Kepler-14:s ljusstyrka, vidarebefordrade Kepler-vetenskapsteamet kandidaten till Kepler Follow-up Program(KFOP). Planeten bekräftades i augusti 2010, när infrarödkameran på rymdteleskopet Spitzer observerade Kepler-14 för att samla in fotometriska data. Analys av både Spitzers data och data om radiell hastighet bekräftade idén om en exoplanet.
Kepler-14:s natur som en snäv dubbelstjärna missades nästan av astronomerna och skulle inte ha varit känt om inte högupplöst avbildning av stjärnan hade gjorts. Kepler-teamet tillstod att ett antal värdstjärnor för transiterande planeter faktiskt kan vara snäva dubbelstjärnor, och att de antagna egenskaperna hos stjärnorna och deras planeter kan vara felaktiga. Som ett resultat av deras studier av Kepler-14 föreslog Kepler-teamet genomförandet av en kampanj av högupplösta bilder för att ompröva värdar för transiterande planeter, en insats som bara skulle kräva endast en blygsam mängd teleskoptid.

## Planetsystem
Kepler-14b är en Jupiter-liknande exoplanet i omloppsbanan kring primärstjärnan Kepler-14 A. Planeten har 8,4 gånger Jupiters massa, vilket motsvarar 2 670 gånger jordens massa. Planeten är något större än Jupiter med 1,14 Jupiterradier. Densiteten för Kepler-14b är 7,1 g/cm3, den näst tätaste planeten bekräftad av Keplerteleskopet efter Kepler-10b. Kepler-14b har en omloppsperiod av 6,79 dygn med en något oval bana med excentricitet på 0,035.
Mätningar 2018 av radiell hastighet av värdstjärnan visade inga tecken på ytterligare planeter kring stjärnan.
| Planet | Massa  | Halv storaxel (AE) | Siderisk omloppstid (d) | Excentricitet | Inklination | Radie   |
| ------ | ------ | ------------------ | ----------------------- | ------------- | ----------- | ------- |
| b      | 8,4 MJ | -                  | 6,7901236 ± 0,0000004   | 0,035         | ca 90°      | 1,14 RJ |